# Retortillo (ort)
Retortillo är en ort i Spanien.   Den ligger i provinsen Provincia de Cantabria och regionen Kantabrien, i den norra delen av landet, 290 km norr om huvudstaden Madrid. Retortillo ligger 922 meter över havet och antalet invånare är 181. Den ligger vid sjön Embalse del Ebro.
Terrängen runt Retortillo är lite kuperad.Runt Retortillo är det mycket glesbefolkat, med 6 invånare per kvadratkilometer. Närmaste större samhälle är Reinosa, 2,5 km nordväst om Retortillo. I omgivningarna runt Retortillo växer i huvudsak blandskog.